# 多拉迪納 (南馬托格羅索州)
22°2′24″S 54°34′46″W / 22.04000°S 54.57944°W

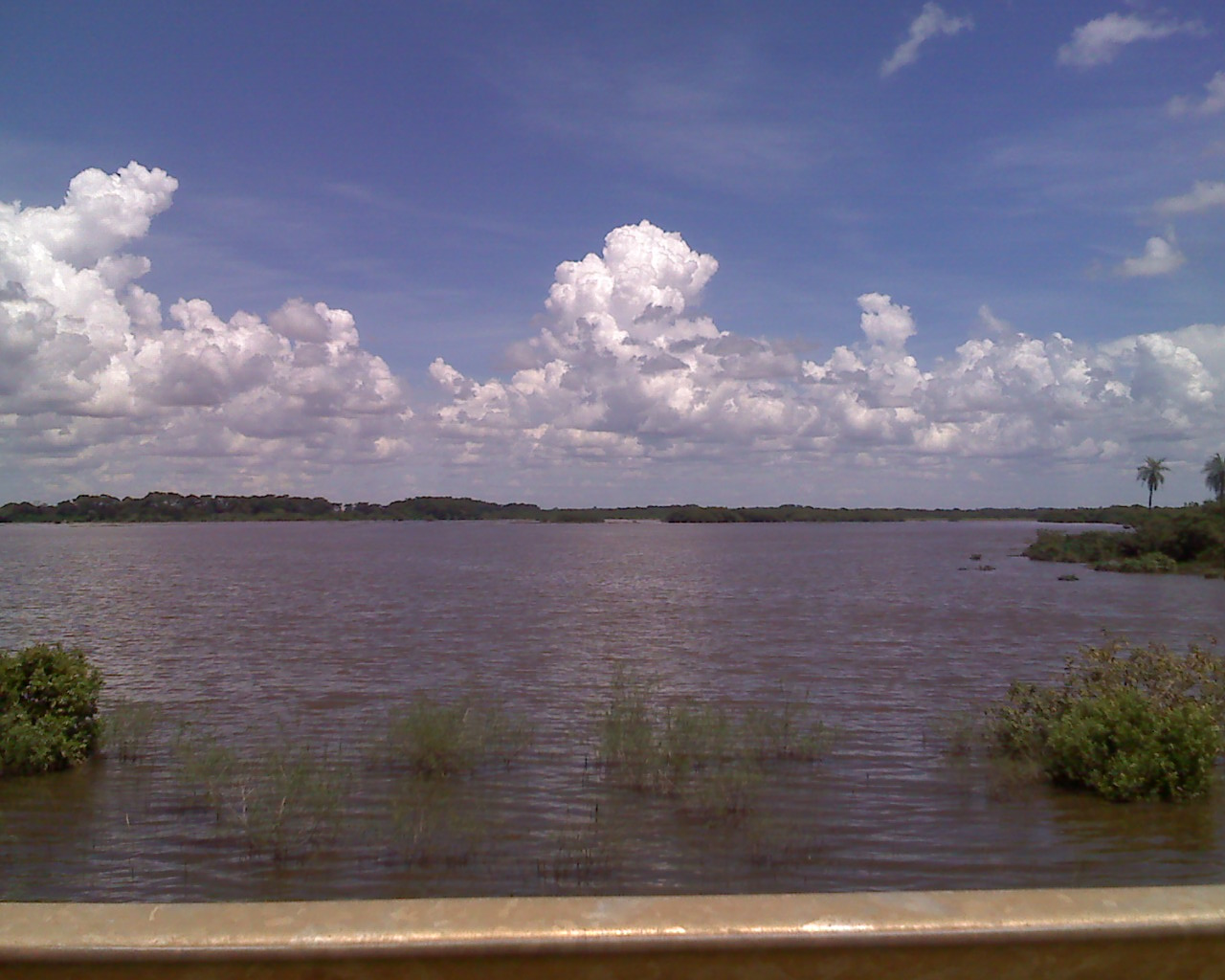
多拉迪納

多拉迪納（葡萄牙語：Douradina）是巴西的城鎮，位於該國西部，由南馬托格羅索州負責管轄，始建於1956年12月20日，面積281平方公里，海拔高度553米，2007年人口4,900，人口密度每平方公里17人。